# Pulau Ketam
Pulau Ketam, qui signifie littéralement « île du crabe », est une petite île de 23 km2 située au large de la côte de Port Kelang, dans l'État de Selangor en Malaisie. L'île, colonisée vers 1880, est connue pour ses « maisons flottantes » qui sont suspendues de un à dix mètres au-dessus du niveau de la mer. 

## Description
L'île a deux villages de pêcheurs nommés Pulau Ketam et Sungai Lima, séparés par la forêt. La communication entre les villages n'est possible que par mer. L'île est reliée en 45 minutes par ferry régulier au continent, à Port Kelang situé à environ 10 kilomètres. En raison de fortes marées dans le détroit de Malacca, toutes les maisons du village sont construites sur pilotis et sont reliées par un système de ponts en béton et en bois. La végétation de l'île est constituée principalement de mangroves et de marécages. L'île n'a pas de voitures et de cyclomoteurs, seulement des vélos.

## Histoire
L'île a commencé à être peuplée par des pêcheurs chinois venant du continent vers 1880. Avant cette date, l'île était inhabitée, envahie par les forêts de mangroves et célèbre pour ses crabes. Les premiers pêcheurs ont commencé à construire des cabanes et rejoignaient le continent pour vendre le produit de leur travail. Leur exemple a été suivi rapidement et dès 1883, 100 personnes environ vivaient sur l'île. 
Pendant la Seconde Guerre mondiale, après l'occupation japonaise de la Malaisie continentale, beaucoup de Malaisiens ont déménagé pour vivre sur l'île, car elle était plus sûre. À cette époque, la population de l'île a connu une forte croissance.
En 1950, après la guerre, l'île s'est développée et modernisée, en particulier avec l'arrivée des moteurs diesel sur les bateaux, de nouveaux engins de pêche et l'installation de l'électricité. De 1960 à 1970, de nombreuses infrastructures sont construites sur l'île, comme des commerces, une école et un bureau de poste. 
Aujourd’hui, l'île dispose d'un service de ferry régulier. Les principales sources d'activité de l'île sont la pêche au crabe et à la crevette, ainsi que le tourisme.

## Démographie
La population principale de l'île est d'origine chinoise. La population d'origine malaise, minoritaire, occupe principalement certaines professions telles que la police, les médecins et les enseignants.
Les principales langues parlées sur l'île sont le mandarin, le malais et les dialectes chinois Teochew et Hokkien. Les commerçants parlent aussi l'anglais.
Dans les années 1980, à son apogée, le village de Pulau Ketam abritait jusqu'à 20 000 habitants, et le village de Sungai Lima 1 500. Actuellement, l'île est peuplée d'environ 6 à 7 000 personnes. Beaucoup de gens sont retournés sur le continent et les jeunes vont souvent travailler à Kuala Lumpur, la capitale de la Malaisie située à une vingtaine de kilomètres.

## Tourisme
La plupart des touristes sont chinois et malais et la plupart des visiteurs viennent sur l'île sur la journée pour marcher autour du village de pêcheurs et déjeuner dans un restaurant local. En 2013, sur l'île, il n'y a que 3 hôtels.
Les principales attractions de l'île sont :
- La rue principale qui concentre un temple chinois, les principaux restaurants, les magasins et le marché.
- Le temple chinois Nang Thiam Keng qui accueille les principales célébrations et concerts de l'île.
- Le temple chinois Hock Keng Leng, qui constitue le plus grand temple de l'île. Situé sur la rue principale, il possède sur son toit une sculpture de crabe.
- Maisons Kongsi qui sont les maisons historiques de l'île, où les premiers colons vivaient.
- Un petit chantier naval local, de construction et de réparation des bateaux de pêche.
- Les fermes piscicoles, situées en mer à l'est à environ 10 minutes de l'île. La plupart des poissons d'élevage sont exportés vers Hong Kong.

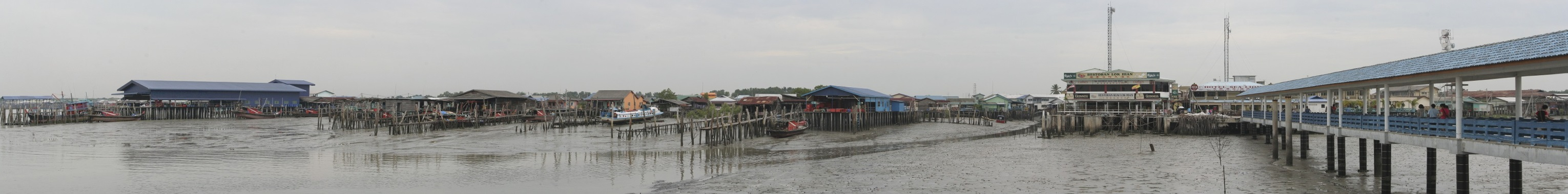
Vue panoramique de Pulau Ketam.